# Rails & Ties
Rails & Ties es una película de 2007 dramática que marca el debut direccional de Alison Eastwood, hija de Clint Eastwood. La película es protagonizada por Kevin Bacon y Marcia Gay Harden y fue escrita por Micky Levy.

## Trama
Una colisión mortal entre un tren y un coche lleva a una extraña unión entre el ingeniero del tren y un niño, que es precisamente hijo de la mujer que muere en el accidente.

## Elenco
- Kevin Bacon ...  Tom Stark
- Marcia Gay Harden ...  Megan Stark
- Miles Heizer ...  Davey Danner
- Marin Hinkle ...  Renee
- Eugene Byrd ...  Otis Higgs
- Bonnie Root ...  Laura Danner
- Steve Eastin ...  N.B. Garcia
- Laura Cerón ...  Susan Garcia
- Margo Martindale ...  Judy Neasy
- Kathryn Joosten ...  Mrs. Brown